# Ministère de l’Unité nationale
Le ministère de l'Unité nationale (ukrainien : Міністерство національної єдності України) est un ministère du gouvernement ukrainien créé le 20 avril 2016.

## Historique
Il est créé sous le terme de ministère des territoires temporairement occupés et des personnes déplacées à l’intérieur du pays. Il devient ministère de l'Unité nationale de l'Ukraine le 3 décembre 2024 et a aussi pour objectif de faire revenir des ukrainiens qui ont émigré. 

### Liste des ministres

#### Ministre de l'Unité nationale de l'Ukraine
- Depuis le 3 décembre 2024 : Oleksiy Tchernychov

#### Ministres de la réintégration des territoires temporairement occupés
- 4 novembre 2021 au 8 août 2024 : Iryna Verechtchouk[4].
- 4 mars 2020 au 3 novembre 2021 : Oleksiy Reznikov.

#### Ministres de la réintégration des territoires temporairement occupés et des déplacés
- 29 août 2019 au 4 mars 2020 : Oksana Koliada et des vétérans[5].
- * 20 avril 2016 au 29 août 2019 : Vadym Tchernych[6].